# Badania sejsmiczne 3D
Badania sejsmiczne 3D – rodzaj badań sejsmicznych. Badania są metodą rozpoznawania geologicznej budowy ziemi na podstawie informacji uzyskanych w wyniku rejestracji fali sejsmicznej, wzbudzonej na określonym obszarze za pomocą specjalistycznego sprzętu. Badania 3D pozwalają na uzyskanie trójwymiarowej mapy warstw skalnych. Metoda ta jest skuteczna w badaniach skorupy ziemskiej do głębokości kilku kilometrów. Stosując silne fale wywołane trzęsieniami ziemi można badać także głębokie struktury wewnątrz Ziemi. Ogólnie metody sejsmiczne określające 3 wymiarowe struktury nazywamy tomografią sejsmiczną.

## Historia
Badania sejsmiczne prowadzone są z powodzeniem od lat 80. XX wieku, na całym świecie w terenach miejskich, wiejskich, a nawet pustynnych. W Polsce przeprowadza się badania od lat 90.

## Cel
Badania sejsmiczne 3D pozwalają na zebranie danych o lokalizacji warstw w głębi ziemi oraz na opracowanie trójwymiarowych map warstw geologicznych. Na podstawie danych można oszacować czy w głębi ziemi znajdują się struktury skalne mogące zawierać np. pokłady gazu.
Najczęstszym celem badań sejsmicznych jest rozpoznanie danego terenu pod kątem perspektyw występowania złóż węglowodorów, czyli ropy naftowej i gazu. Zdarzają się jednak badania służące poszukiwaniu wód geotermalnych, monitorowaniu zbiorników gazu oraz innym celom.

## Prowadzenie badań
Na początku opracowuje się dokładne mapy obszaru, na którym mają zostać przeprowadzone badania. Na wyznaczonym terenie zostają rozłożone czujniki – geofony, które są połączone kablami z bardzo czułą aparaturą rejestrującą.
Następnie prace prowadzone są przy użyciu tzw. wibratorowej metody wzbudzania fal, która polega na wytwarzaniu niewielkich drgań gruntu przy użyciu specjalnych pojazdów zwanych wibratorami. Fale przedostają się w głąb ziemi, przechodzą przez warstwy w różny sposób reagujące na drgania sejsmiczne i powracają na powierzchnię, gdzie są rejestrowane przez geofony. Na podstawie analizy wyników prac sejsmicznych zostaną opracowane mapy geologiczne, które potwierdzą lub wykluczą możliwość występowania skał zawierających złoża węglowodorów.

## Bezpieczeństwo
Sprzęt geofizyczny jest bezpieczny dla życia i zdrowia ludzi i zwierząt. Kable użyte do badania nie przewodzą prądu. Pojazdy są odpowiednio oznakowane. Osoby postronne muszą zachowywać bezpieczny odstęp 5m od wibratorów przeprowadzających badania.
Stosowane są ponadto procedury bezpieczeństwa, które mają ograniczać wpływ prac na otoczenie. Badania na danym terenie zawsze podlegają konsultacjom z odpowiednimi instytucjami odpowiedzialnymi za ochronę środowiska i bezpieczeństwo.

## Badania sejsmiczne na świecie i w Polsce
Na całym świecie odbyło się już wiele takich badań m.in. w USA (Beverly Hills w Nowym Jorku), Francji (Paryżu), Austrii (Wiedniu, Hohenau, Gaenserndorf), Wielkiej Brytanii, Danii (Sonderborg), w Czechach (Breclav) oraz Libii (Zellah).
W Polsce badania sejsmiczne zostały wykonane m.in. w Sulechowie, Swarzędzu, Zbąszyniu, w okolicach Gdańska, Zielonej Góry, na Lubelszczyźnie (w okolicach Kraśnika, Frampola, Zwierzyńca i Grabowca), Podkarpaciu, w gminach Zakliczyn, Lubień, powiecie jasielskim (gminy: Jasło, Skołyszyn, Brzyska), gorlickim (gminy: Biecz i Lipinki) i tarnowskim (gmina Szerzyny) oraz powiecie świętokrzyskim (Pińczów).

## Utrudnienia
Do wykonania badania potrzebna jest duża liczba aparatury pomiarowej; wyzwaniem jest synchronizacja czynności logistycznych oraz dopilnowanie, żeby nie dochodziło do kradzieży sprzętu, gdyż to opóźnia badania i może znacznie wydłużyć jego czas. Sprzęt używany do badań sejsmicznych nie nadaje się do wykorzystania w gospodarstwie domowym, kable nie przewodzą prądu elektrycznego.

## Terminologia
Geofony – czujniki odbierające fale odbite od poszczególnych warstw podłoża
Aparatura telemetryczna – aparatura rejestrująca, połączona z geofonami
Wibrator – pojazd z mechanizmem do wytwarzania fal sejsmicznych